# 다섯 남자의 오머니
《다섯 남자의 오머니》는 대한민국의 채널A의 프로그램이다. 경제 현상을 꿰뚫는 혜안을 제시함과 동시에 냉청한 기업 분석, 돈 되는 정보 등을 통해 '위기'를 '기회'로 바꾸는 지혜를 제시해주는 프로그램이다.

## 방송 시간
- 2013년 1월 7일 ~ 2013년 10월 25일 : 월~금요일 오전 8시 00분